# Старковская (Кировская область)
Старковская — деревня в Верхнекамском районе Кировской области России. Входит в состав Рудничного городского поселения. Код ОКАТО — 33207560012.

## География
Деревня находится на северо-востоке Кировской области, в центральной части Верхнекамского района, к западу от реки Волосница. Абсолютная высота — 152 метра над уровнем моря.
Расстояние до районного центра (города Кирс) — 34 км.

## Население
По данным Второй Ревизии (1748 год) в деревне насчитывалось 29 душ мужского пола (государственные черносошные крестьяне).
По данным Всероссийской переписи, в 2010 году постоянное население в деревне отсутствовало.